# نينا إيفيموڤا
نينا سيمونوڤيتش-إيفيموڤا (9 يناير 1877 حسب النمط القديم/ 21 يناير 1877 حسب النمط الجديد – 24 فبراير 1948) فنانة روسية، مصممة عرائس الظل، وأحد أوائل ممثلي الدمى المتحركة الروس المحترفين. أسست مع زوجها تقليد مسرح الدمى المتحركة السوفيتي، إذ كان بمثابة القوة الدافعة وراء عروض إيفيموڤز.
وُلدت سيمونوڤيتش-إيفيموڤا في سانت بطرسبرغ لعائلة ذات جذور ألمانية يهودية، وكان من بين المتخصصين فيها التجار والأطباء والملحنين والأكاديميين، تمتعت سيمونوڤيتش بتعليم عال، قضت عقدين تقريبًا في دراسة الفن في كل من روسيا وباريس لإتقان مهنتها. لكونها ماهرة في النقش والألوان المائية والرسم الزيتي، فقد ساعدت في إحياء فن خيال الظل بروسيا في القرن العشرين.
بعد أن قدمت أداء في مسرحية ردهة كطفل، بدأت سيمونوڤيتش منذ عام 1916 بتنظيم عروض دمى متحركة لزملائها الفنانين. استُقبلت المسرحيات استقبالًا جيدًا حتى دُعيت وزوجها لإنشاء مسرح عرائس للأطفال من قبل السلطات الروسية في عام 1918، ليصبحا من أوائل محركي الدمى المحترفين في روسيا. ابتكرت تصميمات لتجعل من دماها نابضة بالحياة وتشجع عملها من خلال نشر الكتب وتعليم نظرية وتصميم العرائس. تُعرف هي وزوجها بأنهما أول زوجين من محركي الدمى الروس، على الرغم من أنها كانت مصممة على تنشيط الحرفة. قاموا بأداء أكثر من 1500 عرض في جميع أنحاء روسيا بين عامي 1920 و1940، وانتقلوا من مكان لآخر مع مسرح العرائس المتنقل الخاص بهم.
استمرت سيمونوفيتش-إيفيموڤا في الرسم طوال حياتها، مستوحية من الأشخاص الذين قابلتهم والريف الذي عاشت فيه أثناء سفرهم في أنحاء روسيا. في حين أن العديد من مشاهدها تصور المناظر الطبيعية والهندسة المعمارية التاريخية، كانت معروفة أيضًا بأعمالها لنساء يرتدين الزي التقليدي ويمارسن حياتهن اليومية. ابتكرت سلسلة من الرسومات أثناء عملها في المستشفى المتنقل الأول أثناء الحرب العالمية الثانية. سعت أعمالها من فترة «الجرحى المحاربين» لتلتقط الجهود الشجاعة للجنود الذين تميل إليهم. توجد أمثلة على عملها في المتاحف الروسية الكبرى.

## نشأتها
وُلدت نينا ياكوڤليڤنا سيمونوڤيتش في 21 يناير 1877 في سانت بطرسبرغ، روسيا، لأديليدا سيميونوڤا (ني بيرجمان) وياكوڤ ميرونوڤيتش سيمونوڤيتش (رو). كان أجدادها من طرف الأم، أوغستينا (ني غوتسون) وسيميون بيرغمان من تجار التراث الألماني اليهودي، الذين يملكون ويديرون أعمالهم التجارية الخاصة. كان والدها طبيبًا يعمل في جناح التيفوئيد في مستشفى ألكساندروڤسكايا وبعد ذلك في مستشفى إليزابيث للأطفال في سانت بطرسبرغ. ساعد والدتها في نشر مجلة ديتسكي ساد (وتعني روضة الأطفال). ذهبت والدتها، التي حرمت من التعليم العالي في بلدها الأم، إلى سويسرا، حيث تعلمت أساليب فريدريش فروبل قبل أن تعود إلى سانت بطرسبرغ، وفتحت أول روضة أطفال في روسيا في عام 1866. كانت أخت والدتها، ڤالنتينا سيروڤا، أولى الملحنات المحترفات في روسيا وكان زوجها، ألكسندر أيضًا ملحنًا.
كانت سيمونوڤيتش أحد ستة أشقاء. ساعد والداها أيضًا في تربية ابن عمها، ڤالنتين سيروڤ، بعد وفاة والده وإبعاده عن والدته، وكذلك أولغا تروبنيكوڤا، التي تزوجت لاحقًا من سيروڤ. كانت أولغا ابنة مريض سابق لوالد سيمونوڤيتش. تبنتها الأسرة في عام 1879، بعد وفاة والدتها. نشأت في سان بطرسبرغ، درست سيمونوڤيتش الفن أولًا بإشراف ابن عمها، سيروڤ، الذي تدربت معه بين عامي 1880 و1890. نظمت سيمونوفيتش عروضًا مسرحية منذ الطفولة المبكرة، بما في ذلك دمى الظل في عروضها. بين عامي 1888 و1896، التحقت بالمدرسة الثانوية في صالة الألعاب الرياضية «إم.إن ستويونينا».

## التدريب المهني
ابتداءً من عام 1897، درّست سيمونوڤيتش في مدرسة داخلية في تبيليسي وألقت دروسًا فنية في مدرسة خاصة يديرها أو.إم. شميرلينغ. غادرت تبيليسي في عام 1899 وذهبت إلى باريس حيث درست الرسم برعاية لويس تشارلز ديليسكلوز لمدة عام، قبل أن تعود إلى موسكو لتلقي دروس الرسم الخاصة مع إليزاڤيتا نيكولاييڤنا زڤانتسيڤا، وابن عمها سيروڤ، وحضور دروس في مدرسة ستروغانوف. عادت سيمونوڤيتش إلى باريس في عام 1901 ودرست الرسم مع يوجين كاريير حتى نهاية العام التالي، حيث تعلمت النمط الانطباعي للأسياد مثل تولوز لوتريك وڤان جوخ.
عادت إلى موسكو عام 1904، التحقت سيمونوڤيتش بمدرسة موسكو للرسم والنحت والعمارة. في عام 1906، تزوجت من زميلها الطالب إيڤان إيفيموڤ، الذي كان يدرس النحت. واصلا دراستهما الفنية في مدرسة موسكو، حيث أمضيا فترة راحة بين عامي 1909 و1911 لتدرس مع هنري ماتيس في باريس، في انتظار تخرجها في عام 1911. سافر الزوجان إلى باريس لفترة وجيزة، قبل الانتقال في عام 1912 إلى ليبيتسك حيث أمضوا بضعة أشهر في منزل عائلة إيفيموڤ المعروف باسم «أوترادنو». كانت أعمالها في الفترة ما بين 1911 و1915 ذات تركيبة تقليدية وأظهرت استخدامًا قويًا للألوان الجريئة، خاصة في رسوماتها للفلاحين الروس. كانت سيمونوڤيتش إيفيموڤا عضوًا في جمعية موسكو للفنانين بين عامي 1910 و1930، حيث عرضت أعمالها أيضًا. أصبحت إحدى المشاركين الرئيسيين في إحياء فن خيال الظل في بداية القرن العشرين، واكتسبت أيضًا شهرة في النقش. قدمت خيال الظل بتفاصيل مقيدة في عروض مسرحية مماثلة لمسرحيات الظل، باستخدام السيلوفان الأزرق لتصفية الضوء، وتوحيد الأشكال المختلفة وإضافة لمعان إلى التأثير الكلي. بعض الصور الظلية لها كانت لوحات، مثل رسم باڤل فلورنسكي في عام 1926، فقد التقطت صورته على نحو ملائم، وكذلك شخصيته ولباسه. كان ابن عمها سيروڤ معلمًا دائمًا لكل من إيفيموڤز. شاركوه كمدرس واتبعوا مقاييسه الصارمة للحصول على موافقته النادرة إلى حد ما.

## فن الدمى المتحركة
في عام 1916، تطوعت في تنظيم عرض دمى متحركة لأعضاء جمعية موسكو للفنانين، ابتكرت مسرحية مع خمسة دمى تعتمد بطلاقة على الشخصية الشعبية بتروشكا. بتروشكا شخصية شريرة تستخدم غالبًا للتعليق على الرذائل الاجتماعية للمجتمع المعاصر. استُقبل العرض استقبالًا جيدًا. قدمت عرضًا مكررًا قبل تلقي دعوة لتنظيم المسرحية مرة أخرى في كافيه بيتورسيكيو، وهو ملهى مشهور. بعد أن فقدت دمية تشبه المهرج، كتبت مسرحيتين جديدتين وأدتهما مع زوجها. كانتا اقتباسات من أساطير إيڤان كريلوفڤ الناسك والدب والفأرين. قدمت عدة عروض أخرى مع زوجها، في المقاهي، ومنازل الأصدقاء، ومسرح الأرميتاج بين عامي 1916 و1918.
لقد أقنعت أحداث ثورة أكتوبر سيمونوڤيتش إفيموڤا بأنها لم تعد قادرة على الرسم لأن مسند الرسم لم يعد يخدم «غرضًا مفيدًا». تحولت مهنة سيمونوڤيتش-إيفيموڤا إلى الدمى المتحركة المحترفة، ما أدى إلى إنشاء مسرح متنقل، بهدف توفير تسلية مبهجة للحرب الأهلية. بدأ إفيموڤز بالسفر ولعب دور سادة الدمى المتحركة المتجولين، وزيارة الأماكن التي نادرًا ما زارها فنانو المسرح التقليديون. بعد أكثر من سبعين عرضًا في موسكو والمنطقة المحيطة بها، سافرا صعودًا ونزولًا حول نهري كاما وڤولغا على مدار أشهر الصيف، وأديا نسختهما من بتروشكا واساطير كريلوڤ.
بحلول خريف عام 1918، أدت شعبية الزوجين إلى دعوتهما لإنشاء مسرح للأطفال تماشيًا مع سياسة الحكومة لإعادة الهيكلة الاشتراكية. رتب زوجها للمسرح في ممر مامونوڤسكي ليخصص لإنتاج الدمى المتحركة. من خلال التركيز على إنتاجات الأطفال، تجنب إيفيموڤز الضغط الحكومي لأداء موضوعات تتعلق بالشيوعية. طورت سيمونوڤيتش إفيموڤا دمى القفازات ودمى الظل لإعادة تفعيل الأساطير والحكايات الخيالية بناءً على أعمال كريلوڤ وهانز كريسيان أنديرسن. وشملت على اقتباسات من موضوعات تقليدية كقصص مينا، بابا ياجا، شروڤيتيد، ونيكولاي نيكراسوڤ أطفال الفلاحين. في مسرح ثانٍ، نظموا إنتاج الماريونيت/كاركاوز. أقامت فرقة إيفيموڤز عشرين عرضًا شهريًا للأشهر الثمانية التالية، بينما كانت تقدم عروضًا متزامنة مع مسرحهم المتنقل. أُغلق المسرح في ممر مامونوڤسكي بعد ذلك، مشيرًا إلى مشاركتهم الأخيرة في موقع دائم. على مدار السنوات الستة المقبلة، كانت وسائل الدعم الرئيسية للزوجين تأتي من المسرح المتنقل. بين عامي 1916 و1924، وفي بعض الأحيان بمساعدة ابنهما أدريان، نظم الزوجان حوالي 600 عرض. كانوا قادرين على مساعدة الناس على نسيان المجاعات والعنف في العصر. قدمت سيمونوڤيتش- إفيموڤا عروضًا في مستشفيات الأطفال والمصحات النفسية، ما ساهم بمتابعة تاريخ أسرتها في العمل الخيري.